# 미자와촌
미자와촌(三沢村)은 시마네현 니타군에 있던 촌이다. 현재의 오쿠이즈모정에 해당한다.